# 델비너

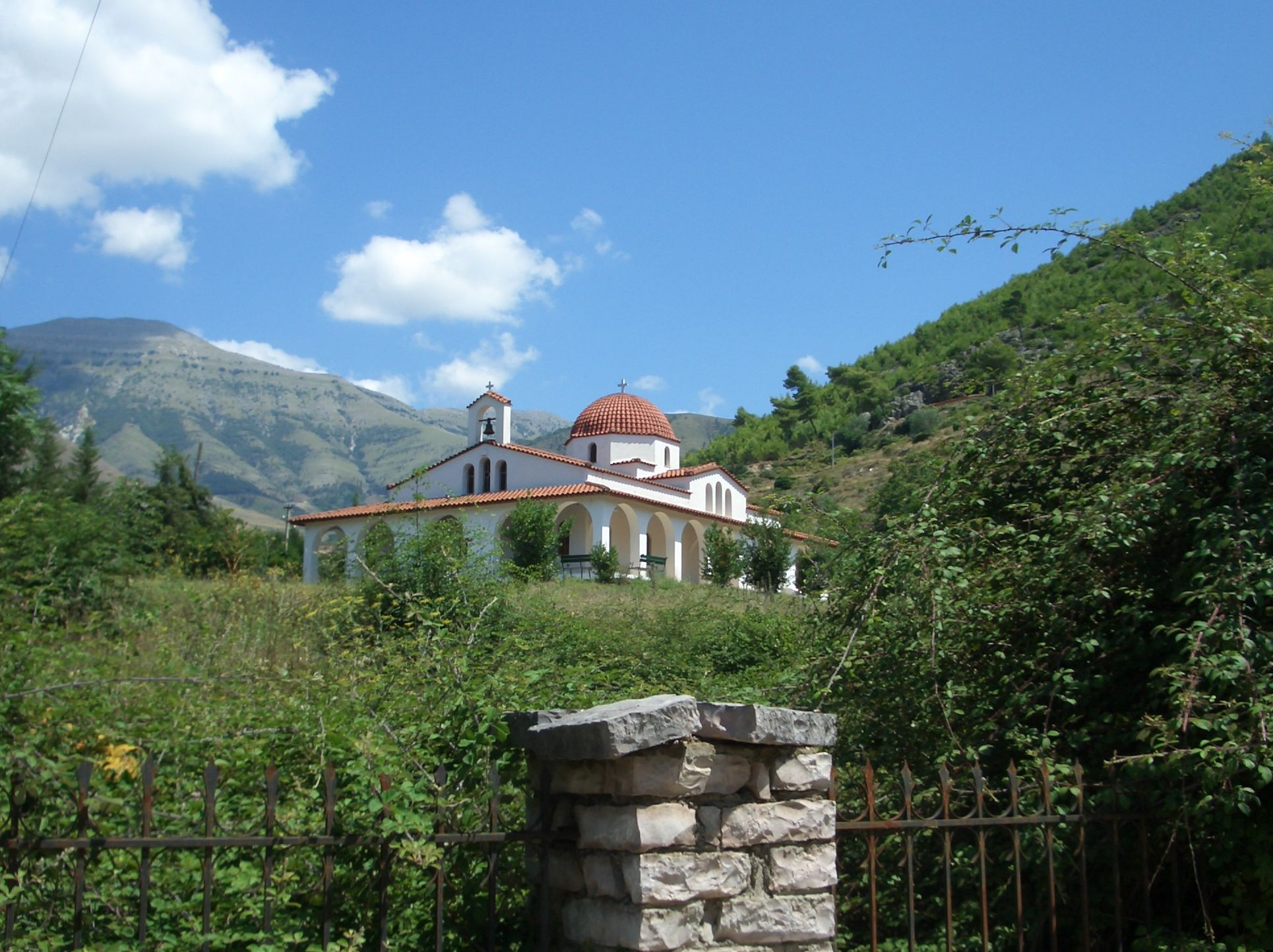
델비너 정교회

델비너(알바니아어: Delvinë, 그리스어: Δέλβινο 델비노[*])는 알바니아 남부 블로러주의 도시로 면적은 182.90km2, 높이는 207m, 인구는 7,598명(2011년 기준), 인구 밀도는 42명/km2이다. 사란더에서 북동쪽으로 16km 정도 떨어진 곳에 위치한다. 알바니아인, 그리스인이 도시 인구의 다수를 차지한다.
고대 그리스 시대에 그리스인들에 의해 건설되었으며 중세 시대에는 에페이로스 전제공국의 지배를 받았다. 16세기부터 1913년 제1차 발칸 전쟁 시기까지는 오스만 제국의 지배를 받았다. 1914년에는 북이피로스 자 공화국에 편입되었지만 나중에 알바니아에 편입되었다.